# 玛塔公主海岸
玛塔公主海岸（英語：Princess Martha Coast）也作玛莎公主海岸，位于东部南极洲毛德皇后地，宽约200公里。1820年1月28日，俄羅斯人法比安·戈特利布·冯·别林斯高晋首次到达该海岸。1930年，挪威探险家到达海岸，后以挪威王太子妃瑪塔公主命名这一海岸。海岸有南非萨纳站与德国等科学考察站。